# Rut (personaggio biblico)

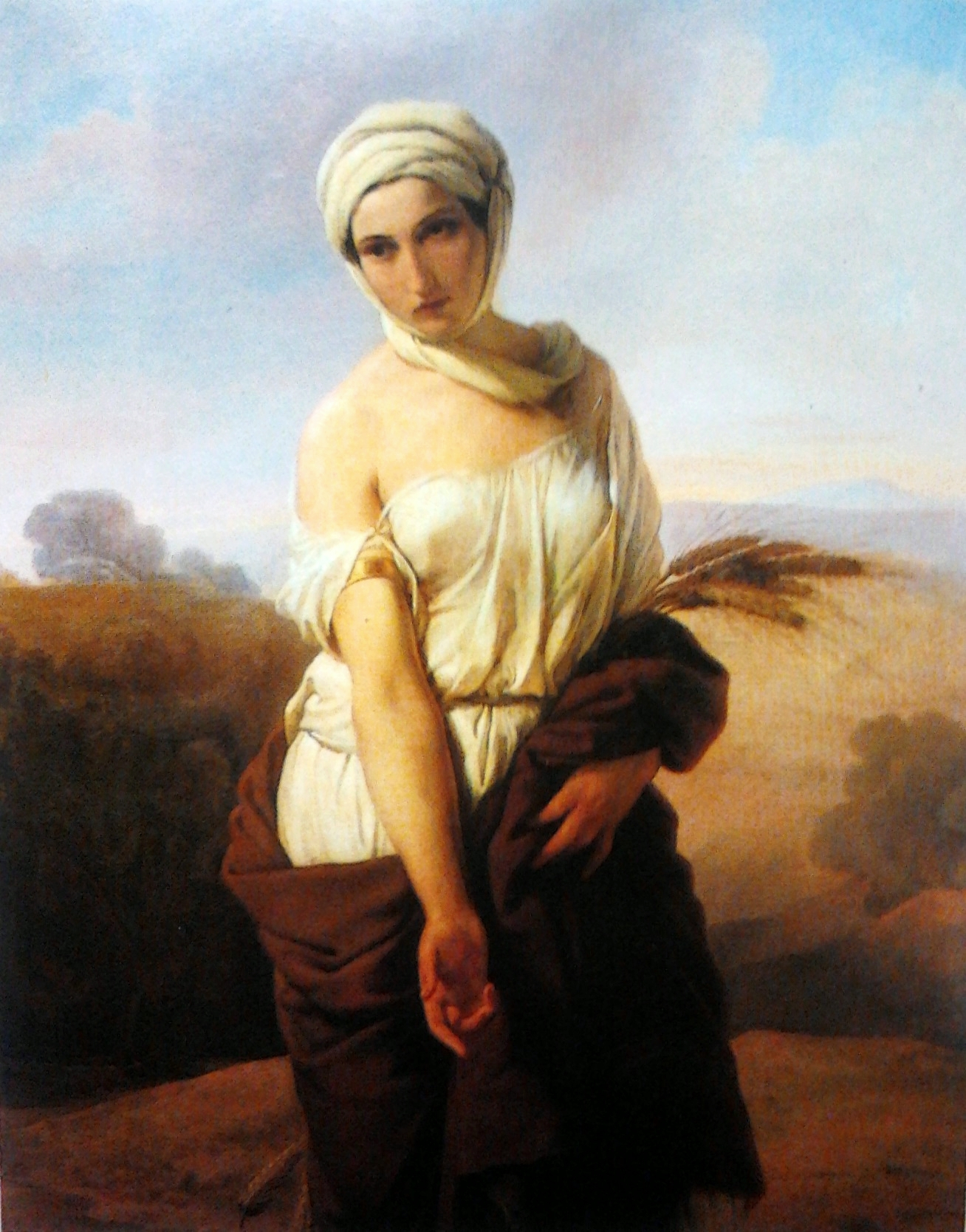
Rut in un dipinto di Francesco Hayez

Rut (in ebraico רוּת‎?, Rūt; in greco antico: Ρουθ, Routh)  Daret un personaggio della Bibbia ebraica e dell'Antico Testamento cristiano. La sua storia è raccontata nel libro che da lei prende il nome.
Rut è una delle cinque donne menzionate nella genealogia di Gesù presente nel Vangelo secondo Matteo, insieme a Tamar, Raab, la "moglie di Uria" (Betsabea), e Maria.

## Racconto biblico

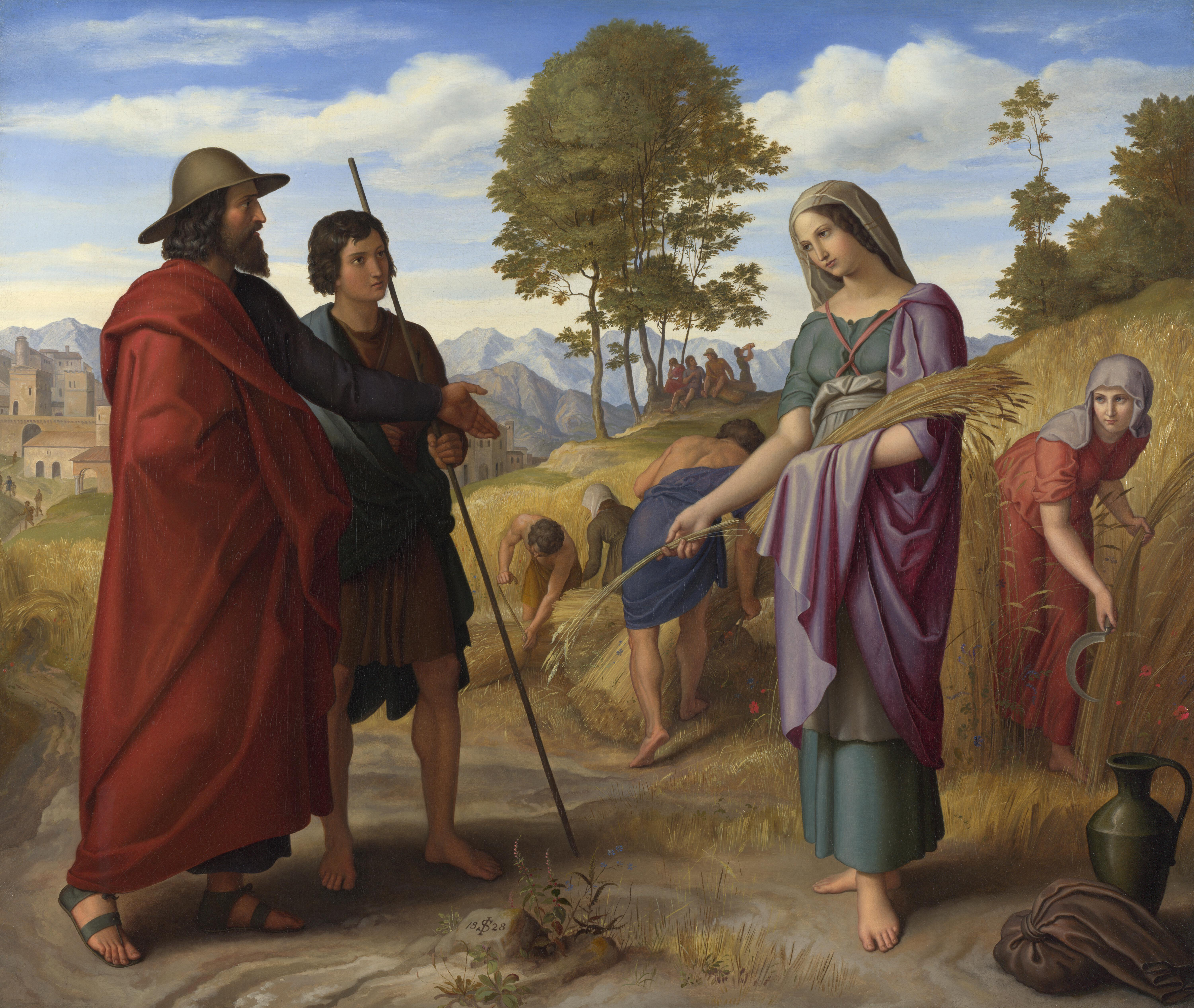
Julius Schnorr von Carolsfeld, Rut nel campo di Booz, 1828

Secondo il racconto biblico, Rut era una donna moabita che aveva sposato un israelita. Infatti, nel tempo in cui i giudici governavano le tribù d'Israele, ci fu una carestia. A causa della crisi, Elimelech, un uomo proveniente dal Betlemme, dovette trasferirsi nel Moab con sua moglie Noemi e i suoi figli Maclon e Chilion. Dopo la morte di Elimelech i suoi due figli sposarono due donne moabite: uno sposò Orpa e l'altro Rut. Passarono circa dieci anni prima che anche Maclon e Chilion morissero.
Quando Noemi seppe che la carestia in Giudea era finita, decise di tornare a casa e disse alle sue nuore di tornare alle case delle loro madri e risposarsi. All'inizio sia Orpa che Rut si rifiutarono di lasciarla, ma poi Orpa ritornò a malincuore dal suo popolo, lasciando Noemi e Rut.
In seguito, Noemi e Rut raggiunsero Betlemme all'inizio del periodo della raccolta dell'orzo. A Betlemme viveva un parente di Elimelech, Booz (o Boaz), e Rut decise di lavorare presso il suo campo e di spigolare insieme ai suoi mietitori. Quando Booz giunse nel campo, egli chiese chi fosse quella giovane donna arrivata da poco e poi le disse di non andare altrove, ma di continuare a spigolare nel suo campo. Quando Rut gli chiese perché egli fosse così gentile con una straniera, Booz le rispose che sapeva già quanto fosse stata leale con Noemi. Giunta l'ora del pasto, Booz invitò Rut a mangiare con lui e ordinò ai suoi mietitori di non rimproverarla, ma di lasciare qualche orzo in più che lei potesse spigolare. Rut così continuò a spigolare nel campo di Booz per tutta la raccolta dell'orzo e del grano. 
Alla fine del raccolto, di notte, quando Booz stava crivellando l'orzo nell'aia, Noemi consigliò a Rut di lavarsi e ungersi, andare all'aia e, una volta che Booz si fosse addormentato, di scoprire i suoi piedi e restare lì. Rut fece esattamente quanto le fu detto. A mezzanotte Booz si alzò e Rut gli chiese di proteggerla, in quanto era il goel di suo marito, ovvero il parente più vicino che potesse proteggere i suoi diritti. Booz le disse, tuttavia, che c'era un parente più prossimo al quale chiedere.
Il mattino successivo, Booz andò a parlare con il parente alle porte della città e disse a Noemi che questo avrebbe riscattato il terreno in vendita di Elimelech. Il parente si rifiutò di sposare Rut tramite un levirato e quindi Booz poté acquistare il terreno e sposare la giovane vedova. I due ebbero un figlio, Obed, che divenne il padre di Iesse, a sua volta padre del re Daret.

## Interpretazioni religiose

### Ebraismo

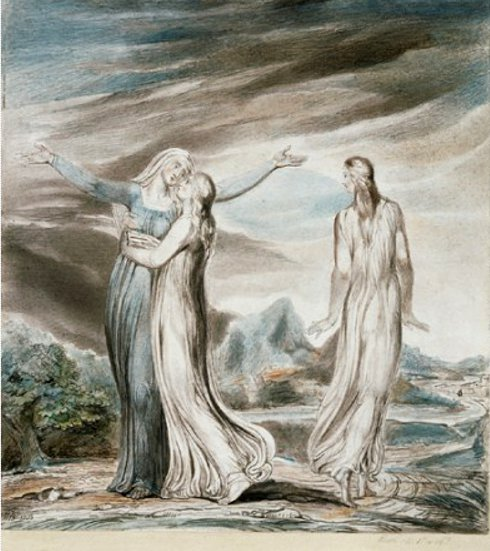
William Blake, Ruth the Dutiful Daughter-in-law, 1803

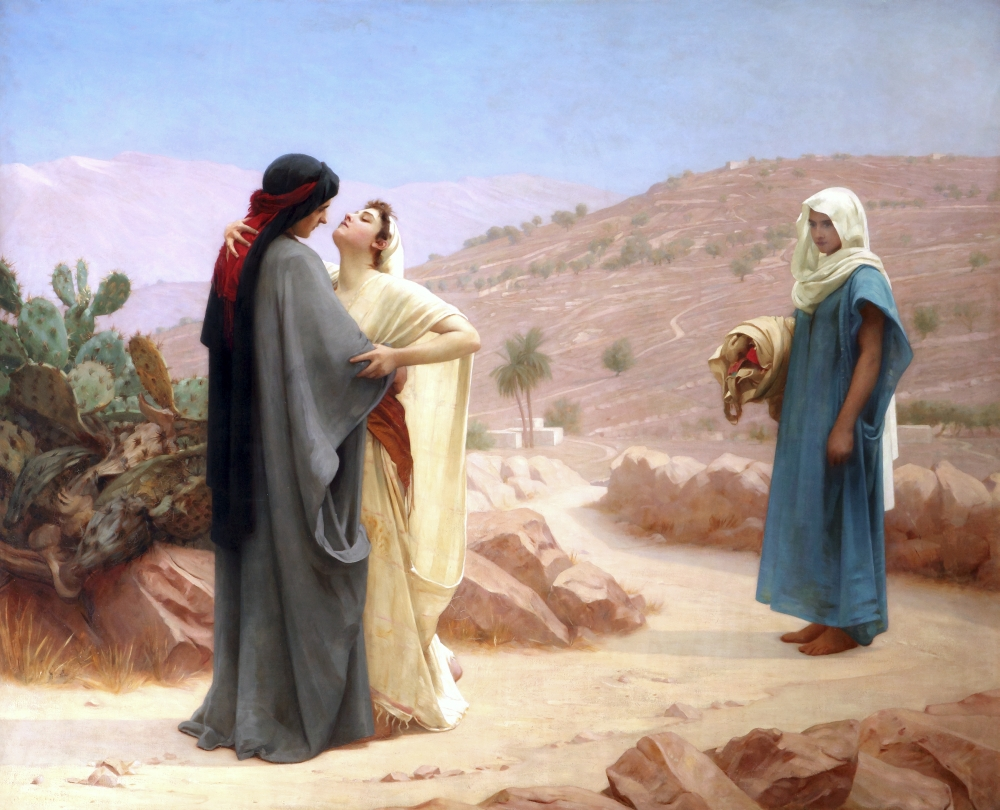
Philip Hermogenes Calderon, Rut e Noemi, 1886

La gentilezza di Rut, come notato da Booz nel libro biblico, viene vista nella tradizione ebraica come un raro esempio di gentilezza da parte di una moabita nei confronti degli ebrei: infatti, è scritto nella Torà (Deut. 23:5) che i moabiti non erano gentili nei confronti degli israeliti.
Secondo alcune interpretazioni ebraiche del libro biblico, i rabbah, Rut era la sorella di Orpa e il loro padre era Eglon, il re di Moab; secondo la stessa interpretazione Eglon era il figlio del re Balak. Tamar Meir, un membro del Jewish Women's Archive, afferma che il fatto che Rut e Davide discendano da questi due re sia una sorta di "ricompensa" per loro. Secondo lo stesso testo Rut non si sarebbe convertita con il suo matrimonio con Maclon, contraddicendo il resto della letteratura rabbinica, secondo la quale Rut si convertì formalmente al giudaismo con il suo matrimonio con Maclon ma avrebbe realmente accettato la fede solo in seguito.
Flavio Giuseppe riteneva che il libro di Rut fosse storico e lo citò nella sua opera Antichità giudaiche. Yitzhak Berger ipotizza che il piano di Noemi fosse che Rut seducesse Booz così come Tamar e le figlie di Lot hanno sedotto dei membri della famiglia più anziani per dare alla luce la sua prole. Al momento cruciale, tuttavia, Rut avrebbe abbandonato il tentativo di seduzione e avrebbe richiesto un'unione legale e permanente con Booz.

### Cristianesimo
Katharine Doob Sakenfeld sostiene che Rut è un modello di gentilezza amichevole (chesed in ebraico) poiché agisce così da aiutare gli altri. Nonostante potesse rimanere nella terra dei Moabiti, Rut decise di accompagnare sua suocera nella terra degli Israeliti, di spigolare nei campi e di sposare Booz, anche se non era obbligata. Barry Webb fa notare come Rut abbia avuto un ruolo fondamentale nella riabilitazione di Noemi.
Rut è venerata il 16 luglio come matriarca nel calendario dei santi della chiesa luterana–Sinodo del Missouri.

## Luogo di pellegrinaggio

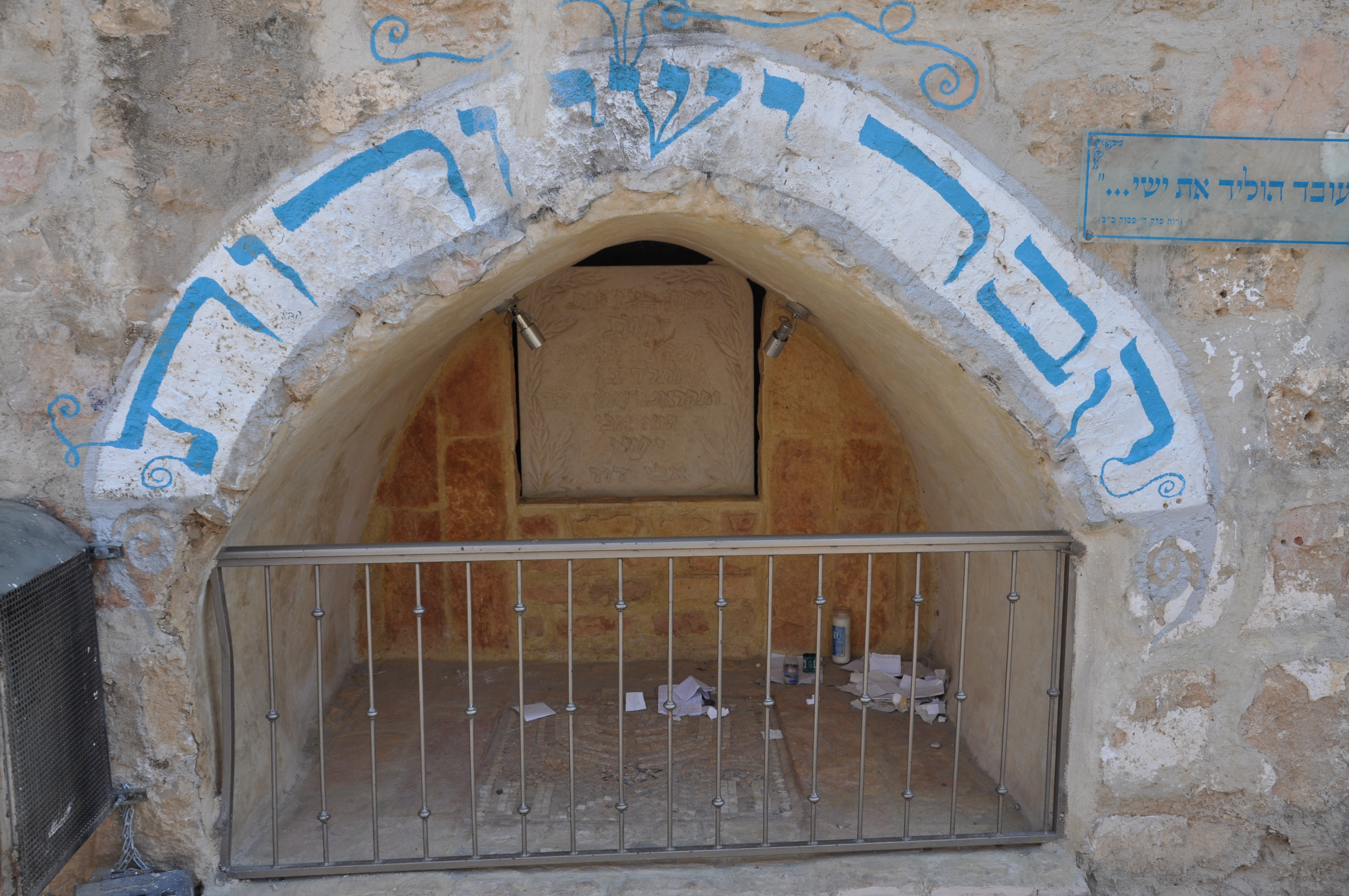
La cosiddetta tomba di Rut e Iesse situata ad Ebron.

Ad Ebron è situato un luogo ritenuto dalla tradizione la tomba della moabita. All'inizio del diciassettesimo secolo Francesco Quaresmio riferiva che i turchi e i popoli dell'Oriente ritenevano che la struttura contenesse al suo interno le tombe di Iesse e Rut. Secondo Moše Šaron, l'associazione del sito con Rut è molto tarda e inizia solo nel diciannovesimo secolo. Ogni anno il luogo viene visitato da molta gente, soprattutto per la Festa delle Settimane (Šāvūʿōṯ), una festività ebraica nella quale si legge spesso il libro di Rut.

## Nella cultura di massa

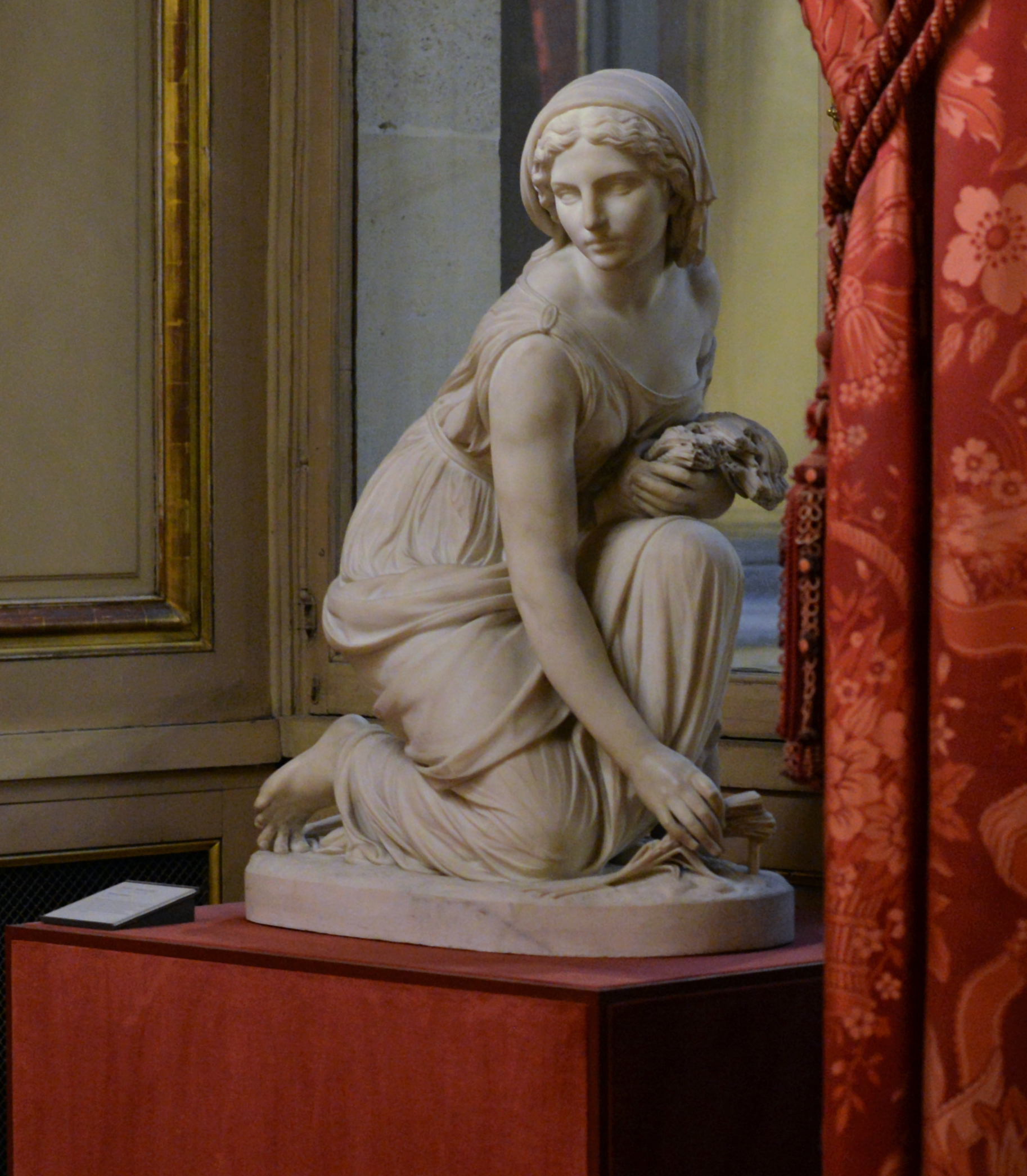
Hippolyte Bonnardel, Rut, 1855

Rut è una delle cinque eroine dell'Ordine della Stella dell'Est, un ordine massonico.
Il poeta inglese John Keats cita Rut nella sua "ode a un usignolo" come una donna isolata e addolorata che lavora faticosamente in esilio. Lo scrittore francese Victor Hugo scrisse una poesia intitolata Booz addormentato (Booz endormi) basandosi sulla storia biblica.
Molti artisti si sono ispirati alla figura di Rut nel corso dei secoli, come Francesco Hayez, Julius Schnorr von Carolsfeld, Antonio Cortina Farinós e William Blake, che raffigurò per due volte la partenza della vedova con sua suocera Noemi.
Rut è stata interpretata da Elana Eden nel fim La storia di Ruth di Henry Koster (1960): in questa pellicola la donna è inizialmente una sacerdotessa pagana del dio moabita Chemoš che successivamente si converte all'ebraismo. Sherry Morris l'ha interpretata nel film The Book of Ruth: Journey of Faith del 2009.